# Adela von Champagne

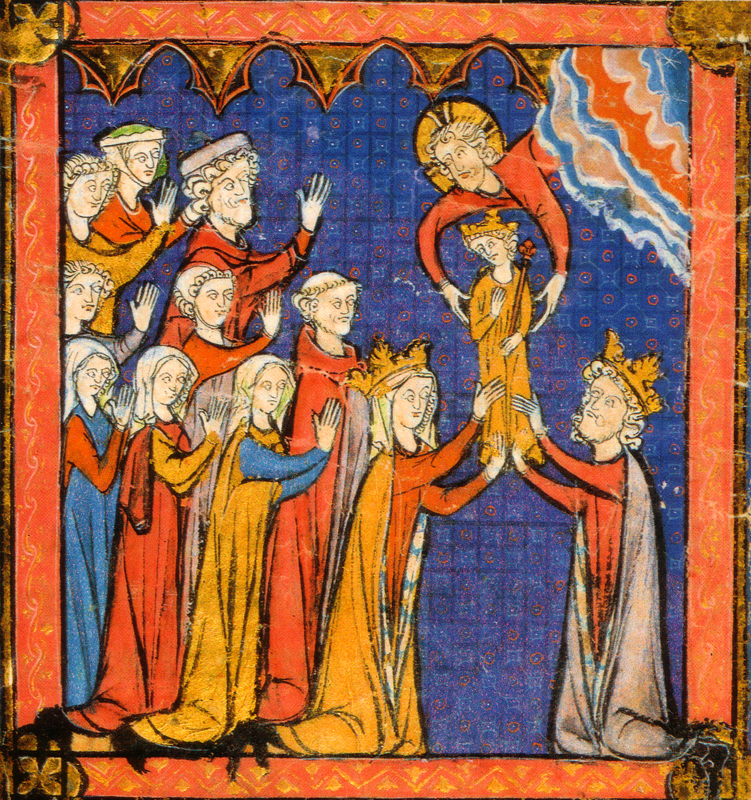
Adela von Champagne (4. v. r.) auf einer Miniatur in den Grandes Chroniques de France

Adela von Champagne (französisch Adèle de Champagne; * um 1145; † 4. Juni 1206 in Paris), auch Adele und Alix genannt, war durch ihre Ehe mit dem französischen König Ludwig VII. von 1160 bis 1180 Königin von Frankreich. Ihr Sohn Philippe-Auguste übertrug ihr die Vormundschaft über den Thronfolger Ludwig und beauftragte sie gemeinsam mit ihrem Bruder Wilhelm von Blois, Kardinal und Erzbischof von Reims, mit den Regierungsgeschäften für die Zeit seiner Teilnahme am dritten Kreuzzug.

## Familie
Adela kam um das Jahr 1145 als fünfte Tochter und damit neuntes Kind des Pfalzgrafen Theobald II. von Champagne (als Theobald IV. auch Graf von Blois) und seiner Frau Mathilde von Spanheim, zur Welt. Ihre Herkunft und Zugehörigkeit zum Haus Blois-Champagne bestimmten oft Adelas Handeln während ihrer Zeit als Königin von Frankreich, denn nicht immer standen die Grafen von Blois-Champagne und das französische Königshaus auf derselben Seite.
Aus der Ehe mit Ludwig VII. gingen drei Kinder hervor:
- Philipp II. Augustus (* 1165; † 1223)
- Adelheid (* 1170; † nach 1200), ⚭ Wilhelm III., Graf von Ponthieu
- Agnes (* 1171; † 1240)

⚭ 1) Alexios II.
⚭ 2) Andronikos I.
⚭ 3) Theodoros Branas

## Leben

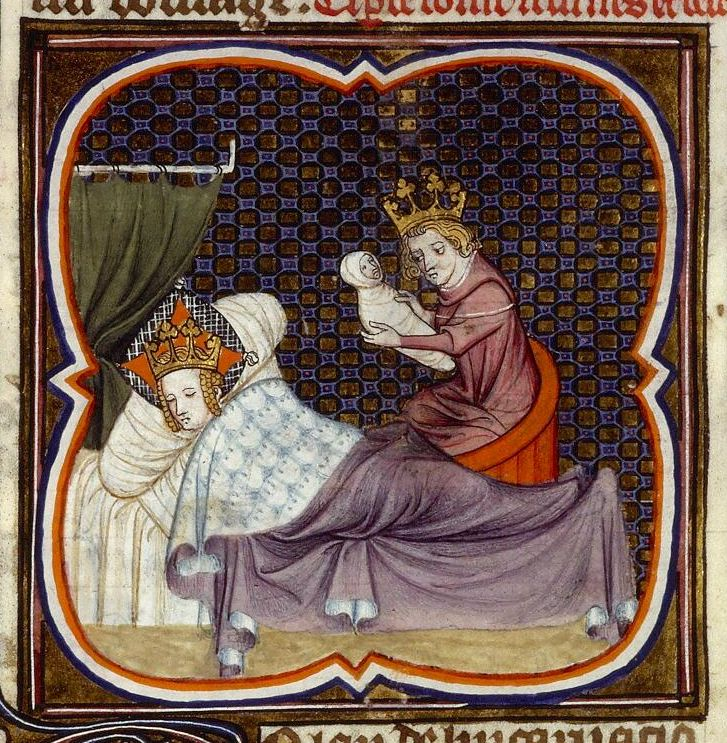
Geburt des langersehnten Thronfolgers, Miniatur in den Grandes Chroniques de France

Über Adelas Kindheit und Jugend ist nichts überliefert. Geschichtlich greifbar wird sie erst ab dem 13. November 1160, als sie etwa 15-jährig in der Pariser Kathedrale Notre-Dame den 40-jährigen französischen König Ludwig VII. heiratete und seine dritte Frau wurde. Heirat und Ehe der beiden sind durch Suger von Saint-Denis’ Chronik Historia gloriosi regis Ludovici wohlbekannt. Die Verbindung kam nur knapp sechs Wochen nach dem Tod von Ludwigs zweiter Ehefrau Konstanze von Kastilien auf Anraten hoher geistlicher und weltlicher Würdenträger des Reiches zustande, denn es war zu befürchten, dass der König ohne männliche Erben sterben könnte. Möglicherweise hatte Adelas Bruder Heinrich I. von Champagne seine jüngere Schwester als Heiratskandidatin vorgeschlagen, um auf diese Weise eine Annäherung zwischen den Kapetingern und dem Haus Champagne zu bewirken. Für das Königshaus war die Verbindung wiederum in Hinblick auf eine mögliche Koalition gegen das Haus Plantagenet lohnend. Die Eheschließung fand derart schnell statt, dass die Kapetinger auf ein weiteres, wenig später gemachtes Heiratsangebot von Konstanze von Bretagne, der Schwester des bretonischen Herzogs Conan IV., von Seiten der Kapetinger gar nicht mehr reagieren konnten. Die Hochzeitszeremonie wurde durch den Senser Erzbischof Hugo geleitet, der Adela noch am gleichen Tag auch salbte und zur Königin krönte. Die Ehe Adelas und Ludwigs blieb nicht die einzige Verbindung zwischen den beiden Familien: Die beiden Töchter aus der ersten Ehe Ludwigs mit Eleonore von Aquitanien heirateten zwei Brüder der neuen Königin. Marie wurde mit Heinrich I. von Champagne vermählt, während Alix Adelas Bruder Theobald ehelichte, der zudem das Amt des Seneschalls von Frankreich erhielt.
Der englische König Heinrich Plantagenet reagierte zügig auf das sich gegen ihn formierende Bündnis: Eine Papst Alexander III. abgepresste Dispens ermöglichte die Heirat seines Sohns Heinrich des Jüngeren mit der ihm versprochenen Ludwig-Tochter Margarete, die zu jenem Zeitpunkt noch ein Kleinkind war. Die offizielle Verlobung der beiden fand im November 1160 statt, nach der sich der englische König sofort der versprochenen Mitgift in Form der normannischen Grafschaft Vexin bemächtigte. Bei den darauffolgenden kriegerischen Auseinandersetzungen gegen Ende des Frühjahrs 1161 profitierte der französische König erstmals von seiner verwandtschaftlichen Beziehung zum Haus Champagne, denn er wurde dabei durch seine Schwager tatkräftig unterstützt.
Am 21. August 1165 brachte Adela nach fast fünf Jahren Ehe endlich den lang ersehnten Thronerben Philippe-Auguste zur Welt und sicherte damit den Fortbestand der kapetingischen Dynastie. 1170 und 1171 folgten die beiden Töchter Alix und Agnes.
Wegen seines durch einen Schlaganfall geschwächten gesundheitlichen Zustands musste sich Ludwig VII. 1179 aus der Politik zurückziehen. Mit ihrem Bruder Wilhelm an der Seite übernahm Adela daraufhin politische Verantwortung und geriet damit in Konkurrenz zum Grafen Philipp I. von Flandern, der seit 1175 ebenfalls versuchte, mehr Macht am Hof zu erhalten, und gleichzeitig darauf bedacht war, den champagnischen Einfluss zu verringern. Er genoss das Vertrauen des Thronfolgers Philipp, der durch Adelas Bruder Wilhelm am 1. November 1179 im Alter von 14 Jahren zum Mitkönig gekrönt worden war,  und nun die alleinige Regentschaft für sich beanspruchte. Ohne die Zustimmung seiner Eltern heiratete er am 29. Mai 1180 Isabella von Hennegau, die durch ihre Mutter Margarete I. von Flandern Angehörige des flandrischen Grafenhauses und damit eine Nichte Philipps von Flandern war. Das Haus Champagne versuchte sich gegen den Verlust seiner Macht zu wehren, und Adela hielt in dieser Situation zu ihren Brüdern. Sie setzte die Burgen, die ihr als Wittum übertragen worden waren, in Verteidigungszustand und versuchte, Vasallen des Königs zum Abfall von ihrem Sohn zu bewegen. Im Kampf gegen den flandrischen Grafen Philipp I. versuchte sie sogar, den größten Widersacher des französischen Königshauses, Heinrich II. von England, für ein Bündnis zu gewinnen, was der englische König jedoch ablehnte. Philipp II. ließ die Burgen seiner Mutter von seinen Truppen einnehmen und die Besatzungen vertreiben. Adela floh daraufhin zu ihrem Bruder Theobald V. von Blois. Als durch den Vertrag von Gisors am 28. Juni 1180 eine Aussöhnung zwischen England und Frankreich zustande kam, mussten zwangsweise auch die zerstrittenen Hofparteien unter Führung Adelas von Champagne und Philipps von Flandern, ihre Auseinandersetzungen beilegen.
Spätestens nach dem Tod ihres Mannes am 19. September 1180 zog sich Adela von Champagne vollständig vom Königshof auf ihr Wittum zurück und ergriff in der Folgezeit auch nicht mehr aktiv Partei für ihre Familie. Auf Wunsch ihres Sohnes kehrte sie nach zehn Jahren jedoch noch einmal an den Hof zurück. Philipp II. übertrug ihr 1190 nicht nur die Regentschaft, als er am dritten Kreuzzug teilnahm, sondern betraute sie auch mit der Vormundschaft für seinen noch unmündigen Sohn Ludwig VIII., dessen Mutter Isabella am 15. März des Jahres verstorben war. Adelas Befugnisse waren jedoch genau reglementiert; so war ihr zum Beispiel der Zugang zu den Kronjuwelen verwehrt. Adelas Regierungszeit verlief recht unspektakulär. Sie war auf die Wahrung des Status quo bedacht und schob Entscheidungen von großer politischer Tragweite auf, bis ihr Sohn im Dezember 1191 vom Kreuzzug zurückkehrte. Ihr politisches Wirken am französischen Hof hatte damit ein endgültiges Ende, und die Königin-Mutter kehrte auf ihr Wittum zurück. Ihre Dotalgüter lagen vornehmlich im südöstlichen Teil der französischen Krondomäne und zogen sich vom heutigen Corbeil-Essonnes über Melun, in dessen Nähe sie Anfang des 13. Jahrhunderts die Umsiedlung und Neugründung des Klosters Le Jard unterstützte, bis in die Umgebung von Sens.
Nach ihrem Tod am 4. Juni 1206 wurde Adela von Champagne ihrem Wunsch gemäß nicht in der Basilika von Sant Denis, der traditionellen Grablege des französischen Königshauses, sondern zunächst in der Zisterzienserabtei Barbeau neben ihrem Mann beigesetzt. Auf Geheiß des Generalkapitels der Zisterzienser wurde ihr Leichnam aber nur kurze Zeit später in die durch ihren Vater errichtete Klosterkirche von Pontigny 15 Kilometer nordöstlich von Auxerre umgebettet.